# Мала капија Горњег града Калемегдана
Мала капија Горњег града једна је од капија која се налази на Београдској тврђави на Калемегдану.

## Опште информације
Стационирана је између споменика Победник и зграде у којој је смештен Завод за заштиту споменика културе града Београда у некадашњем бедему.
Константин Филозоф је спомињао ову капију као «Малу капију на западу». Служила је као комуникација између замка деспота Стефана Лазаревића и Савске падине. Откривена је 1984/85. године испод наслага шута којим је била затрпана.